# 1739 az irodalomban

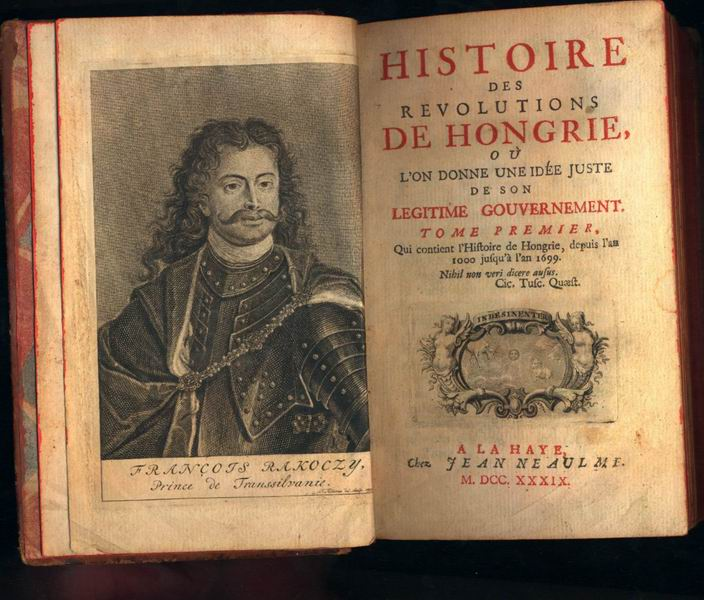
Rákóczi emlékiratai Hága, 1739

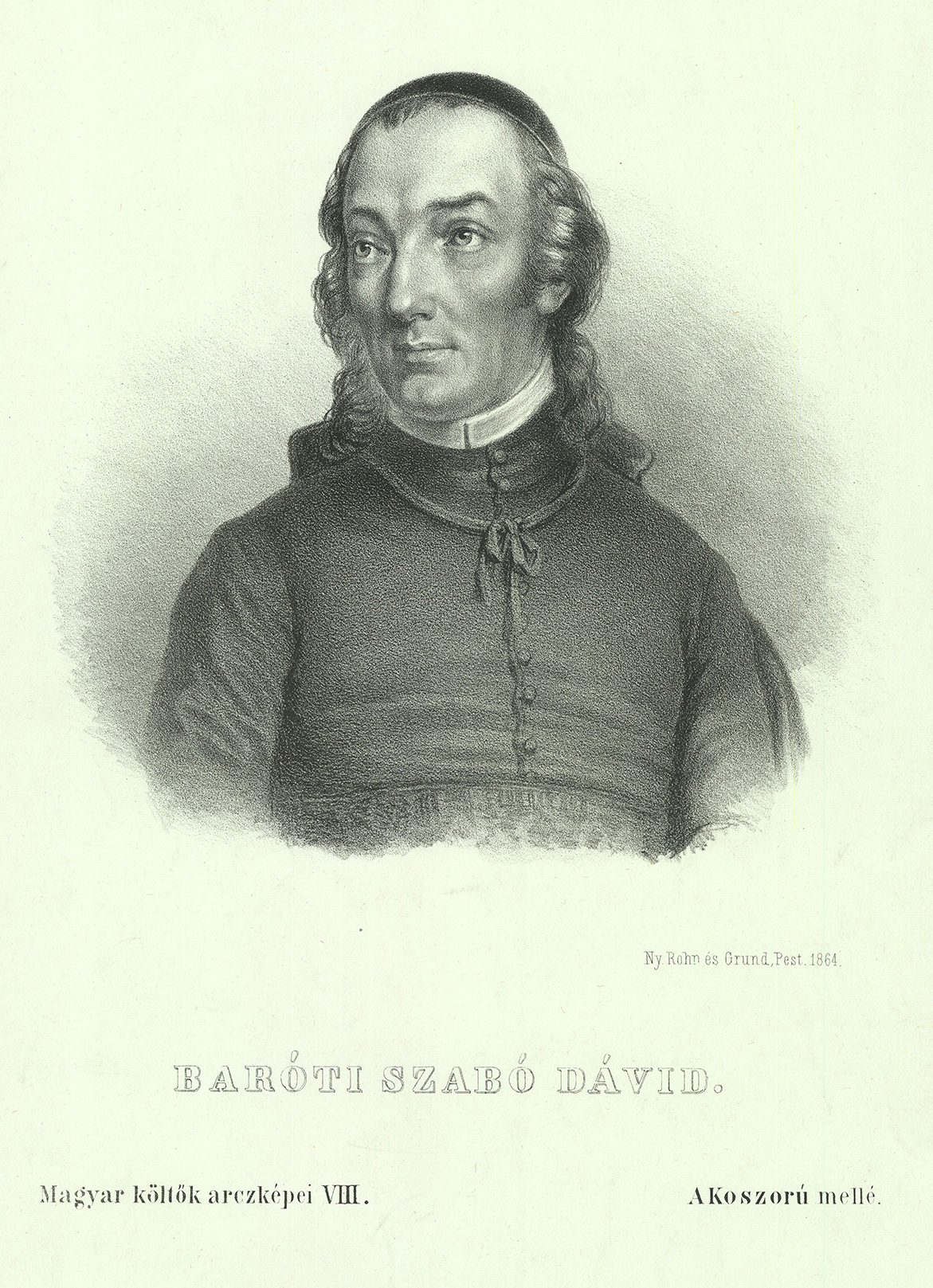
Baróti Szabó Dávid

Az 1739. év az irodalomban.

## Új művek
- II. Rákóczi Ferenc fejedelem Emlékiratai a magyarországi háborúról, 1703-tól annak végéig. Eredeti, francia nyelvű kiadása: Hága.
- David Hume értekezése: A Treatise of Human Nature (Az ember természetéről).

## Születések
- április 10. – Baróti Szabó Dávid magyar költő, nyelvújító, pap, tanár († 1819)
- május 8. – Stanisław Trembecki lengyel költő († 1812)
- november 20. – Jean-François de La Harpe francia költő, drámaíró, kritikus († 1803)

## Halálozások
- szeptember 4. – George Lillo angol drámaíró (* 1691)